# هانکیو
هانکیو (انگلیسی: Hankyu) شرکت ترابری ریلی ژاپنی است، که در سال ۱۹۱۰ تأسیس شد.